# Conciencia
La conciencia (del latín conscientia, «conocimiento compartido», y este de cum scientĭa, «con conocimiento», el mismo origen que tiene consciencia, ser conscientes de ello) se define, en términos generales, como el conocimiento que un ser tiene de sí mismo y de su entorno. También puede referirse a la moral o a la recepción normal de los estímulos del interior y el exterior por parte de un organismo.
Existe debate sobre en qué consiste exactamente la conciencia. En el área de la inteligencia artificial se ha trabajado la idea de crear máquinas o programas suficientemente complejos como para dar lugar a una conciencia artificial,[cita requerida] pero algunos han negado la posibilidad de que una computadora pueda dar lugar a algo genuinamente indistinguible de una conciencia. 
El test de Turing propuesto en 1950 aborda ese problema, hasta 2020 ningún programador había conseguido con éxito superar satisfactoriamente esta prueba (en 2014 un bot conversacional, logró engañar gran parte de un jurado de humanos). Sin embargo, el objetivo de dicho test no es que un programa tenga conciencia, sino que nos haga creer que la tiene.

## Término
El término conciencia se utiliza para distintos aspectos:
- El primero y de uso más extenso, se refiere a la captación, reconocimiento del sentido y la relevancia de cualquier aspecto de la realidad o de uno mismo. El término conciencia no tiene por qué ser simplemente intelectual. Dentro del mismo, es posible diferenciar dos aspectos importantes:
  - El psicológico: se refiere a la percepción de un objeto, situación o de uno mismo, por lo que este acto de conciencia puede confundirse con el de autoconciencia.
  - El gnoseológico-metafísico: La gnoseología es la rama de la filosofía que estudia el origen, la naturaleza y los límites del conocimiento humano en general. Su denominación se remonta a la antigua Grecia, donde filósofos se han ocupado de estudiar cuestiones de la vida de los seres humanos. Se puede definir como la teoría general del conocimiento, que se refleja en la concordancia del pensamiento entre el sujeto y el objeto. En este contexto, el objeto es algo externo a la mente, una idea, un fenómeno, un concepto, etc. El objetivo de la gnoseología es reflexionar sobre el origen, la naturaleza o la esencia, y los límites del conocimiento, del acto cognitivo (acción de conocer), por el sujeto. La metafísica es una rama de la filosofía que estudia la naturaleza y la realidad, además de aquellos aspectos de la realidad que son inaccesibles a la investigación científica, es decir, lo inmaterial. Según Immanuel Kant, una afirmación metafísica se produce cuando se traban los combates sin fin de la razón y para Aristóteles, metafísica es la filosofía que trata las causas primeras abordando también la teología y cosmología. Todo esto engloba el significado de gnoseológico-metafísico, que puede definirse como la dependencia de la conciencia en el propio sujeto o el mismo yo.

- El segundo es el reconocimiento de aquello que está bien y de lo que está mal, esto es, la capacidad de dirimir casos de conciencia. Desde un sentido moral, también es posible hablar de la toma de conciencia social o política, que se puede definir como el conocimiento que tiene una persona sobre los demás integrantes de su comunidad, y la concienciación ecológica, que es la aceptación y el intento por cambiar los aspectos negativos producidos por el ser humano en la naturaleza.

## Conciencia en humanos
En la especie Homo sapiens, la conciencia implica varios procesos cognitivos interrelacionados. Se traduce del griego sy‧néi‧dē‧sis, de syn -'con'- y éi‧dē‧sis -'conocimiento'-, de modo que significa co-conocimiento, o conocimiento con uno mismo. Conciencia se refiere al saber de sí mismo, al conocimiento que el humano tiene de su propia existencia, estados o actos.
La conciencia en psiquiatría puede también definirse como el estado cognitivo no abstracto que permite la interactuación, interpretación y asociación con los estímulos externos, denominados realidad. La conciencia requiere del uso de los sentidos como medio de conectividad entre los estímulos externos y sus asociaciones.
Los humanos adultos sanos tienen conciencia sensitiva y conciencia abstracta, aunque también el pensamiento abstracto se presentaría en otras especies animales, hasta un punto que debe clarificarse. Filósofos como Aristóteles afirmaron y trataron de demostrar que el ser humano es un animal racional a diferencia de los demás.

## Conciencia en animales
El 7 de julio de 2012, científicos prominentes de diferentes ramas de las neurociencias, entre ellos David Edelman del Instituto de Neurociencia en La Jolla, California; Philip Low, de la Universidad de Stanford, y Christof Koch, del Instituto de Tecnología de California, se dieron cita en la Universidad de Cambridge para celebrar la Conferencia Conmemorativa Francis Crick, la cual trató sobre la conciencia en humanos y animales. Al finalizar las conferencias se firmó, en presencia de Stephen Hawking, la Cambridge Declaration On Consciousness (Declaración de Cambridge sobre la Conciencia), la cual resumió los hallazgos más importantes de la investigación allí expuesta y discutida:

"Decidimos llegar a un consenso y hacer una declaración para el público que no es científico. Es obvio, para todos en este salón, que los animales tienen conciencia, pero no es obvio para el resto del mundo. No es obvio para el resto del mundo occidental ni el lejano Oriente. No es algo obvio para la sociedad."
Philip Low, en la presentación de la Declaración de Cambridge sobre la Conciencia, 7 de julio de 2012

Algunos estudios han hablado de altos niveles de conciencia en algunas especies de animales, comparándolos con niveles humanos.
Muchos de ellos (urracas, elefantes) son capaces de reconocerse en un espejo o lloran a sus muertos (elefantes) y, por ejemplo, la Universidad de Saint Andrews (Florida) descubrió que los delfines de hocico de botella se identifican entre ellos usando nombres propios, esto es, se consideran individuos diferenciados entre ellos.

## Conciencia en la inteligencia artificial
Existen dudas sobre la naturaleza de la conciencia y cómo se relaciona ella con la inteligencia artificial, y no se sabe con seguridad si la conciencia como fenómeno cognitivo es sólo el resultado de la complejidad computacional (o neuronal en los seres vivos) o es un fenómeno emergente de la interacción de la materia. 
Roger Penrose se ha ocupado del problema de la realidad física de la inteligencia y ha analizado diversas pretensiones teóricas por parte de la inteligencia artificial de simular o construir artefactos que posean algún tipo de conciencia. Penrose clasifica las posturas actuales ante la cuestión de si la conciencia es o no computable algorítmicamente:
A. Todo pensamiento es un proceso de computación, es decir, en particular la percepción de uno mismo y la autoconciencia son procesos emergentes que son resultado directo de la computación o algoritmo adecuados.
B. La conciencia es una consecuencia del tipo de acción física que ocurre en el cerebro, y aunque cualquier acción física puede simularse apropiada a través de medios computacionales, el hecho de que se lleve a cabo un proceso de simulación computacional del cerebro no comportaría, por sí mismo, la aparición auténtica de la autoconciencia.
C. La realización de cierta actividad física en el cerebro es lo que lleva a la aparición de la autoconciencia en el ser humano; sin embargo, aunque puede ser reproducida artificialmente, dicha acción no puede simularse algorítmicamente.
D. La conciencia de tipo humano no puede entenderse propiamente en términos físicos, computacionales o científicos de otro tipo.
El punto de vista D no niega la posibilidad de comprensión científica de la conciencia, sino su comprensión a través de mecanismos artificiales. Muchos investigadores del campo de la inteligencia artificial, en particular los más optimistas sobre sus logros, se adhieren a la postura A. John Searle sería más bien un partidario de la postura B, y el propio Penrose ha argumentado fuertemente en su trabajo por la postura C, relacionándola con varios otros problemas abiertos de la física como la teoría cuántica de la gravedad.